# Eccidio di Podhum
L'eccidio di Podhum fu un omicidio di massa di civili croati da parte delle forze di occupazione italiane avvenuto il 12 luglio 1942, nel villaggio di Podhum, (italianizzato in Piedicolle) in rappresaglia per un precedente attentato partigiano.
Le forze nazifasciste uccisero almeno 91 civili, uno dei più grandi crimini di guerra italiani compiuti lungo il confine orientale.

## Contesto
Le forze dell'Asse, incluso il Regno d'Italia, invasero e sconfissero il Regno di Jugoslavia nell'aprile 1941. In seguito alla sua sconfitta, vari territori jugoslavi furono occupati e annessi dalle potenze dell'Asse. L'Italia di Mussolini conquistò un quarto della Slovenia, il Kosovo, aree costiere e interne del litorale croato e di grandi parti della regione costiera della Dalmazia (insieme a quasi tutte le isole dell'Adriatico e la baia di Cattaro). Inoltre ottenne il controllo del governatorato italiano del Montenegro, e gli fu concessa la regalità nello Stato Indipendente di Croazia, sebbene esercitasse poco potere reale al suo interno e sebbene (insieme alla Germania) mantenesse de facto una zona di influenza all'interno dei confini dell'NDH.
La Resistenza, guidata principalmente dai partigiani jugoslavi, iniziò quasi immediatamente, con la formazione del 1º Distaccamento partigiano Sisak, la prima unità armata di resistenza antifascista formata da un movimento di resistenza nella Jugoslavia occupata durante la seconda guerra mondiale. Fondata nella foresta di Brezovica vicino a Sisak, in Croazia, la sua creazione segnò l'inizio della resistenza anti-Asse nella Jugoslavia occupata.

## Preludio

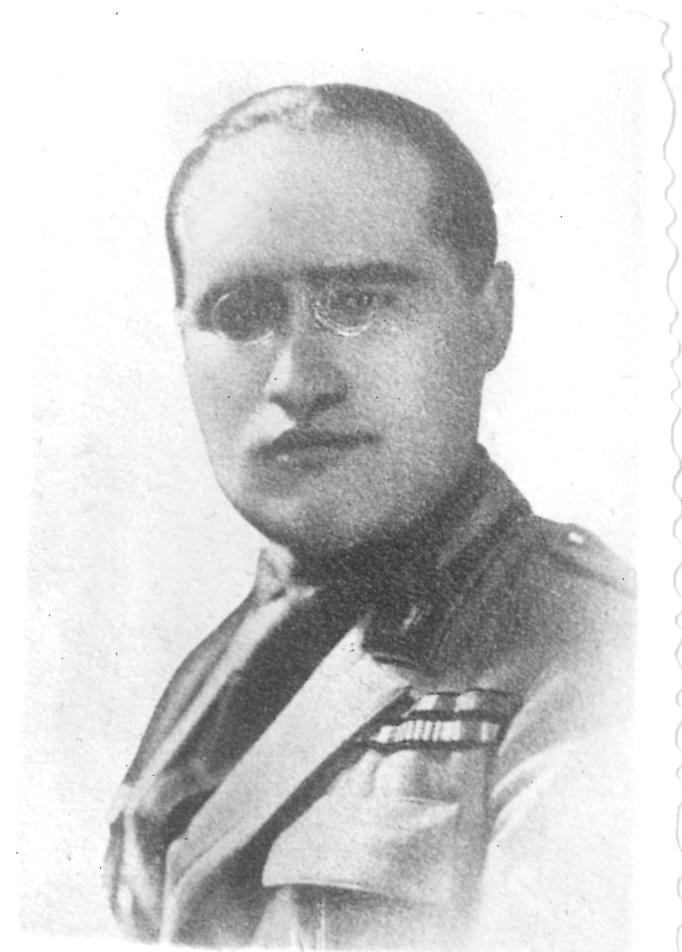
Temistocle Testa, noto come il "boia del Fiumano".

Il piccolo villaggio di Podhum fu annesso nella provincia italiana del Carnaro nel 1941, con capoluogo Fiume. Il prefetto della regione e dell'area circostante era il colonnello delle camicie nere Temistocle Testa, noto per aver minacciato dure rappresaglie in città e villaggi per chi si fosse rifiutato di collaborare con le forze italiane.
Uno di questi esempi di atrocità locale, ordinata da Testa prima del massacro di Podhum, fu l'uccisione di 34 abitanti nel vicino villaggio di Jelenje, alla fine di febbraio 1942. Il 23 marzo 1942 Testa proclamò che chiunque avesse negato alle autorità italiane la conoscenza dell'ubicazione e delle attività dei partigiani locali avrebbe dovuto affrontare una "pesante punizione".
In sostanza, azioni e minacce così dure erano una continuazione della politica della "Circolare 3C", attuata dal generale italiano Mario Roatta, per sedare la resistenza partigiana. Queste misure includevano la tattica di esecuzioni sommarie, presa di ostaggi, rappresaglie, internamenti e incendi di case e villaggi.

## Il massacro

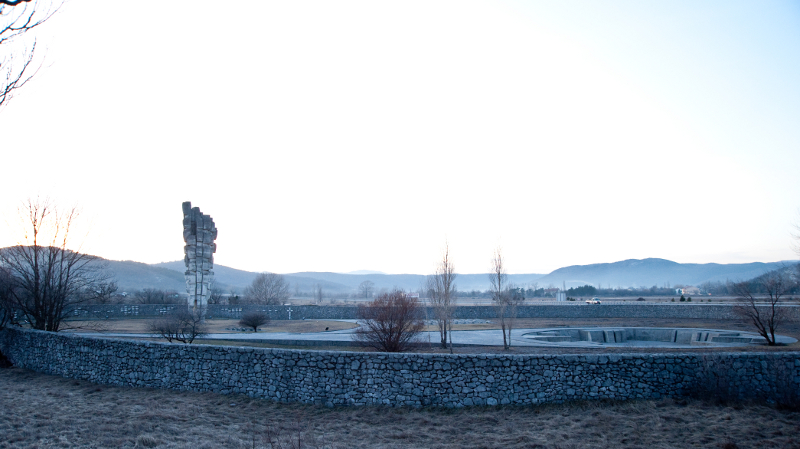
Memoriale dell'eccidio di Podhum

Il motivo esatto della rappresaglia italiana contro gli abitanti di Podhum non è mai stato stabilito. Lo stesso Testa affermò che si trattava di una rappresaglia per la morte di 16 soldati italiani uccisi dai partigiani, presumibilmente di Podhum, all'inizio di luglio. Altri ritengono che la strage sia stata una rappresaglia per l'uccisione di quattro cittadini italiani, tra cui un insegnante e sua moglie, nel mese di giugno, e che il prefetto Testa abbia dato l'ordine di compiere omicidi di rappresaglia sui cittadini locali per vendicare questi italiani deceduti.

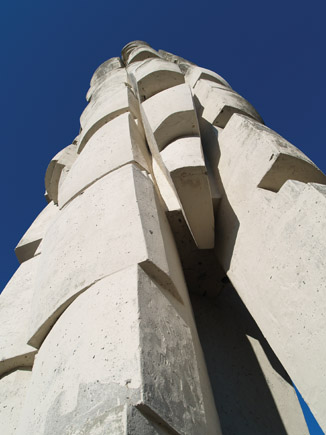
Particolare del monumento

La mattina del 12 luglio 1942, 250 soldati italiani, al comando del maggiore del Regio Esercito Armando Giorleo, entrarono a Podhum, radunando tutti i maschi di "età militare" (cioè di età compresa tra i 16 e i 64 anni), che ammontavano a una stima di 91 persone. Durante questo rastrellamento, è stato riferito che circa 14 persone che hanno opposto resistenza all'arresto sono state giustiziate sul posto. I restanti prigionieri furono poi condotti in un campo aperto a sud del villaggio. In questo punto, sono stati portati sul bordo di una piccola fossa di terra in gruppi successivi di cinque dove sono stati poi colpiti con i fucili e gettati nella fossa. Ciò continuò fino a quando tutte le vittime furono uccise.
Il numero di uomini e ragazzi uccisi non è stato ancora determinato. I documenti del villaggio indicano che più di 91 persone della zona sono state giustiziate in queste rappresaglie. D'altra parte, il "Rapporto sui crimini di guerra italiani contro la Jugoslavia e il suo popolo" del 1946 riportava la morte di 118 civili durante la strage. Jozo Tomasevich cita che "più di 100" uomini del villaggio furono uccisi.

## Conseguenze
Le forze italiane radunarono e deportarono i restanti abitanti (principalmente anziani, donne e bambini), che contavano 889 civili, (208 uomini, 269 donne e 412 bambini) nel campo di concentramento di Fraschette, vicino a Frosinone, dove la maggior parte fu detenuta fino alla fine del 1943. Delle persone deportate nei campi italiani, 49 persone (di cui 12 bambini) non sono sopravvissute.
Il villaggio di Podhum stesso è stato poi bruciato dalle forze italiane, con 494 case ed edifici distrutti e 2.000 capi di bestiame sequestrati. Sei villaggi vicini furono bruciati e saccheggiati.